# Об'єкт 212
Об'єкт 212 — дослідна радянська самохідна артилерійська установка, розроблена в 1939—1941 роках інженерами Кіровського заводу під керівництвом Ж. Я. Котіна, провідним конструктором був призначений Ц.Н.Гольбурт. На той час була випущена лише одна машина, але випробування не проводилися.

## Історія створення
За підсумками Зимової війни було прийнято рішення розвивати тему винищувача ДОТів. На Кіровському заводі та Заводі №185 весною та влітку 1940 року йшли роботи з їх проектування на базах важких тяжтанків Т-100 і СМК. Проте, наприкінці червня 1940 року, через закриття даних тим, усі роботи були припинені. 17 червня 1940 року РНК СРСР підписав рішення №198сс, в якому Кіровському заводу, серед іншого, зазначалося створити один дослідний зразок самохідної установки з озброєнням 152-мм гарматою БР-2, на базі танка КВ-1. Поки ж, як тимчасове рішення, було вирішено запустити у виробництво танк КВ-2, серійний випуск якого почався вже в липні 1940 року.
Тактико-технічні вимоги на нову проектовану САУ були підготовлені у кінці серпня 1940 року. На Кіровському заводі вона отримала індекс 212. Провідним конструктором був призначений Ц. Н. Гольбурт. САУ планувалося створити на базі танка КВ-220.
Перший зразок самохідної установки заплановано було виготовити до 1 грудня 1940 року. Проте, плани були серйозно скориговані у зв'язку із великою кількістю проблем і зауважень, що з'явилися під час проектування. У грудні 1940 року креслення корпусу були передані на Іжорський завод, а креслення артилерійської частини — на завод Барикади.
Згідно зі звітом ГАБТУ КА стосовно дослідних робіт, до січня 1941 року були виготовлені агрегати для САУ «212», розроблений технологічний проект САУ, а креслення передані на Іжорський завод для виготовлення бронекорпуса. Корпус з Іжорського заводу був отриманий, але із великим запізненням, лише 5 березня 1941 року. Планувалося виготовити 12 САУ «212», але трохи пізніше заплановану кількість знизили до 10 штук. Роботи затримувались через відсутність готових деталей і великої завантаженості заводу, у т. ч. через роботи з важким танком з індексом «223», створеному на базі КВ-220, який отримав назву КВ-3. Також в травні, як база, замість КВ-220 вже згадується КВ-3. Загалом, починаючи з другої половини березня роботи не велися.
Після нападу Німеччини на Радянський Союз танкобудівельні програми були серйозно переглянуті. Так, 26 червня 1941 року вийшов наказ №253сс Наркомату Важкого Машинобудування, згідно з яким підготовка виробництва КВ-3 з Кіровського заводу знімалася і переносилася на Челябінський тракторний завод. У Челябінськ направлялась бригада конструкторів, технологів, матеріали й дослідний зразок. На Кіровському заводі пріоритет віддавався виробництву танків КВ. Однак, тема «212» продовжувала залишатись за заводом, й лише у кінці серпня 1941 року була передана на Уральський завод важкого машинобудування, у Свердловськ.
Між тим, у жовтні 1941 року у Челябінськ був евакуйований Кіровський завод (після цього він став називатися Челябінський Кіровський Завод, скорочено ЧКЗ), а Іжорський Завод, який виготовляв броню для танків КВ — у  Свердловськ, на УЗТМ. Дослідний зразок САУ так і не був закінчений до евакуації заводу, а самохідка була розібрана на метал. Так само восени 1941 року на УЗТМ були евакуйовані заводи №8 ім. М. В. Калініна і завод №37 ім. Орджонікідзе. Завод №75, що розробляв двигун В-5,  евакуювали у Челябінськ, а головним його завданням стало розгортання виробництва дизельного двигуна В-2. Виробництво 152-мм гармат БР-2 було зупинено, остання гармата даного типу була виготовлена на заводі №221 («Барикади») у 1940 році. Так, через завантаженість та евакуації,  розробка САУ не велася.
Але, вже у листопаді 1941 року, роботи над самохідними установками, згадувані у проекті постанови РНК СРСР і ЦК ВКП(б) «Про самохідну артилерію» від 27 травня 1941 року, знову активізувалися. Однак, до початку 1942 року практично всі роботи перебували тільки у стадії опрацювання тактико-технічних вимог. Так, у 1942 році знову були розпочаті дослідні роботи по танку КВ-3, по цій же темі проходили «двотактний дизель потужністю 1200 к. с.» і «форсування дизеля В-2 наддувом до 1200 к. с.». А у березні 1942 року знову починає розроблятися тема під назвою «152-мм самохідна гармата на агрегатах шасі танка «КВ» (винищувач ДОТів)». Шасі розроблялося на базі КВ, розробку якого вів досвідчений завод №100 НКТП організований у березні 1942 року у Челябінську. Орудійна частина повинна була включати хитну частину від гармати БР-2, за розробку якої відповідав організований у Свердловську завод №8 НКВ. Дослідний зразок очікувалося виготовити до 1 липня 1942 року. Однак, тему КВ-3  весною 1942 року остаточно закрили, а як базу для винищувача ДОТів стали розглядати іншу машину.

## Конструкція
Конструкція «212» багато в чому повторювала і нагадувала екрановану СУ-14-1, особливо це стосувалося компонування бойового відділення.
Шасі використовувалось від танка Т-220 (пізніше КВ-3), але було дещо перероблено. Силова установка розміщувалась у центральній частині корпусу. У носовій частині знаходилося відділення управління, трансмісія й провідні колеса. У кормовій частині розміщувалося бойове відділення, винесене у масивній рубці. Велика рубка значно збільшувала розміри САУ, але забезпечувала зручність розрахунку в бойовому відділенні. Окрім того, кормове розташування рубки забезпечувало мінімальний вихід 152-мм гармати БР-2 за габарити САУ «212».

## Машини на базі
Шасі САУ «212», планувалося використовувати для створення 107-мм і 130-мм самохідних установок важких артилерійських систем. 130-мм самохідна установка, що розроблялась, позначалася як СУ-Б-13, й мала бути озброєна 130-мм морською гарматою Б-13, раніше з таким озброєнням, на базі танка Т-100, була створена важка самохідна артилерійська установка СУ-100-Y. Проекту створення самохідної установки озброєної новою 107-мм гарматою  М- 75, що розроблялась, так і не послідувало.

## Об'єкт 212 у масовій культурі

### Комп'ютерні ігри
Об'єкт 212 можна зустріти в грі World of Tanks. Там він являє собою САУ 9 рівня в радянській гілці розвитку.